# Søren Ulrik Vestergaard
Søren Ulrik Vestergaard (født 4. maj 1987) er en dansk tidligere professionel fodboldspiller der spillede for Silkeborg IF, Randers FC og Viborg FF.
I sine ungdomsår spillede han i Sorring IF og Silkeborg IF.
Søren Ulrik Vestergaard har spillet 45 kampe og scoret 8 mål for forskellige ungdoms-landshold.
I sommeren 2010 stoppede han karrieren som fodboldspiller.[kilde mangler]